# Aaron Brooks
Aaron Jamal Brooks (ur. 14 stycznia 1985 w Seattle) – amerykański koszykarz, występujący na pozycji rozgrywającego, obecnie zawodnik Illawarra Hawks.
W 2003 wystąpił w meczu gwiazd amerykańskich szkół średnich - McDonald’s All-American.
Brooks został wybrany z numerem 26 draftu NBA w 2007 przez Houston Rockets. Przełomowym momentem w karierze Aarona Brooksa była wymiana między Houston Rockets a Orlando Magic, w wyniku której do klubu z Florydy trafił rozgrywający Rafer Alston. Jego miejsce w pierwszej piątce Rockets zajął Brooks. Od tego momentu zdobywał średnio 14,5 punktu i 4,5 zbiórki na mecz. Szczególnie udany występ zaliczył w czwartym meczu półfinałów konferencji przeciwko Los Angeles Lakers, gdy rzucił swój życiowy rekord 34 punktów, a Houston Rockets, osłabieni brakiem Yao Minga doprowadzili rywalizację z przyszłymi mistrzami NBA do stanu 2-2. Ostatecznie Rockets przegrali jednak 3-4.
W swoim trzecim sezonie w NBA Brooks wszystkie mecze sezonu zasadniczego rozpoczynał w pierwszej piątce. Jego statystyki indywidualne znacząco się poprawiły – ustanowił najwyższe w karierze średnie punktów, asyst i zbiórek. Po zakończeniu sezonu zasadniczego 2009/10 otrzymał  nagrodę dla zawodnika, który w ostatnim sezonie poczynił największe postępy. W lutym 2011 brał udział w wymianie w ramach której trafił do Phoenix Suns. 17 lipca 2012 po sezonie spędzonym w lidze chińskiej podpisał kontrakt z Sacramento Kings. 1 marca 2013 kontrakt Brooksa został wykupiony przez Kings i został on tym samym wolnym agentem. 5 marca podpisał kontrakt z Houston Rockets. Po zakończeniu sezonu, 30 czerwca 2013 Brooks został zwolniony przez Rockets, ale już 19 lipca z powrotem dołączył do zespołu, podpisując roczny kontrakt. 20 lutego 2014 Brooks został wymieniony do Denver Nuggets w zamian za Jordana Hamiltona. 22 lipca 2014 podpisał kontrakt z Chicago Bulls.
21 lipca 2016 został zawodnikiem Indiany Pacers. 21 września 2017 podpisał umowę z Minnesotą Timberwolves.
19 czerwca 2019 dołączył do australijskiego Illawarra Hawks.

## Osiągnięcia
Stan na 28 czerwca 2019, na podstawie, o ile nie zaznaczono inaczej.
NCAA
- Uczestnik rozgrywek Elite Eight turnieju NCAA (2007)
- Mistrz turnieju konferencji Pac-10 (2007)
- Zaliczony do:
  - I składu:
    - konferencji Pac-10 (2007)
    - turnieju konferencji Pac-10 (2007)
    - pierwszoroczniaków konferencji Pac-10 (2004)

  - II składu All-American (2007 przez SN)
  - III składu All-American (2007 przez AP)
  - składu Pac-12 Honorable Mention (2005)

Chiny
- Wicemistrz Chin (2012)
- Uczestnik meczu gwiazd CBA (2012)

NBA
- Zawodnik który poczynił największy postęp (2010)[13]
- Uczestnik Rising Stars Challenge (2009)
- Zaliczony do I składu letniej ligi NBA (2007)
- Debiutant miesiąca letniej ligi NBA (2007)

Reprezentacja
- Brązowy medalista mistrzostw Ameryki U–18 (2002)

## Statystyki
Na podstawie Basketball-Reference.com (ang.)

Stan na koniec sezonu 2018/19

### Sezon regularny
| Sezon   | Drużyna    | M   | S5  | MPG  | FG%   | 3P%   | FT%   | RPG | APG | SPG | BPG | PPG  |
| ------- | ---------- | --- | --- | ---- | ----- | ----- | ----- | --- | --- | --- | --- | ---- |
| 2007/08 | Houston    | 51  | 0   | 11,9 | 41,3% | 33,0% | 85,7% | 1,1 | 1,7 | 0,3 | 0,1 | 5,2  |
| 2008/09 | Houston    | 80  | 35  | 25,0 | 40,4% | 36,6% | 86,6% | 2,0 | 3,0 | 0,6 | 0,1 | 11,2 |
| 2009/10 | Houston    | 82  | 82  | 35,6 | 43,2% | 39,8% | 82,2% | 2,6 | 5,3 | 0,8 | 0,2 | 19,6 |
| 2010/11 | Houston    | 34  | 7   | 23,9 | 34,6% | 28,4% | 94,0% | 1,5 | 3,8 | 0,6 | 0,1 | 11,6 |
| 2010/11 | Phoenix    | 25  | 5   | 18,9 | 43,0% | 32,8% | 80,7% | 1,1 | 4,2 | 0,5 | 0,0 | 9,6  |
| 2012/13 | Sacramento | 46  | 20  | 20,8 | 45,9% | 37,8% | 76,9% | 1,7 | 2,3 | 0,6 | 0,2 | 8,0  |
| 2012/13 | Houston    | 7   | 0   | 5,4  | 30,8% | 28,6% | –     | 0,3 | 0,9 | 0,1 | 0,4 | 1,4  |
| 2013/14 | Houston    | 43  | 0   | 16,7 | 39,5% | 40,9% | 84,1% | 1,4 | 1,9 | 0,6 | 0,1 | 7,0  |
| 2013/14 | Denver     | 29  | 12  | 29,0 | 40,6% | 36,2% | 90,2% | 2,7 | 5,2 | 0,9 | 0,2 | 11,9 |
| 2014/15 | Chicago    | 82  | 21  | 23,0 | 42,1% | 38,7% | 83,3% | 2,0 | 3,2 | 0,7 | 0,2 | 11,6 |
| 2015/16 | Chicago    | 69  | 0   | 16,1 | 40,1% | 35,7% | 76,6% | 1,5 | 2,6 | 0,4 | 0,1 | 7,1  |
| 2016/17 | Indiana    | 65  | 0   | 13,8 | 40,3% | 37,5% | 80,0% | 1,1 | 1,9 | 0,4 | 0,1 | 5,0  |
| 2017/18 | Minnesota  | 32  | 1   | 5,9  | 40,6% | 35,5% | 72,7% | 0,5 | 0,6 | 0,2 | 0,0 | 2,3  |
| Razem   |            | 645 | 183 | 20,8 | 41,3% | 37,0% | 83,7% | 1,7 | 3,0 | 0,6 | 0,1 | 9,7  |

### Play-offy
| Sezon | Drużyna   | M  | S5 | MPG  | FG%   | 3P%   | FT%   | RPG | APG | SPG | BPG | PPG  |
| ----- | --------- | -- | -- | ---- | ----- | ----- | ----- | --- | --- | --- | --- | ---- |
| 2008  | Houston   | 6  | 0  | 8,3  | 32,0% | 0,0%  | 81,8% | 1,0 | 0,5 | 0,0 | 0,0 | 4,2  |
| 2009  | Houston   | 13 | 13 | 34,2 | 45,3% | 42,2% | 80,4% | 2,6 | 3,4 | 0,4 | 0,2 | 16,8 |
| 2013  | Houston   | 6  | 0  | 11,2 | 38,2% | 11,1% | 60,0% | 1,5 | 1,8 | 0,2 | 0,2 | 5,0  |
| 2015  | Chicago   | 12 | 0  | 11,0 | 34,4% | 30,8% | 57,1% | 1,5 | 0,9 | 0,3 | 0,1 | 4,5  |
| 2017  | Indiana   | 1  | 0  | 7,0  | 66,7% | 50,0% | –     | 1,0 | 1,0 | 0,0 | 0,0 | 5,0  |
| 2018  | Minnesota | 2  | 0  | 1,5  | 66,7% | 0,0%  | 0,0%  | 0,0 | 0,0 | 0,0 | 0,0 | 2,0  |
| Razem |           | 40 | 13 | 17,6 | 41,6% | 33,0% | 74,6% | 1,7 | 1,8 | 0,2 | 0,1 | 8,4  |